# Реки Алжира

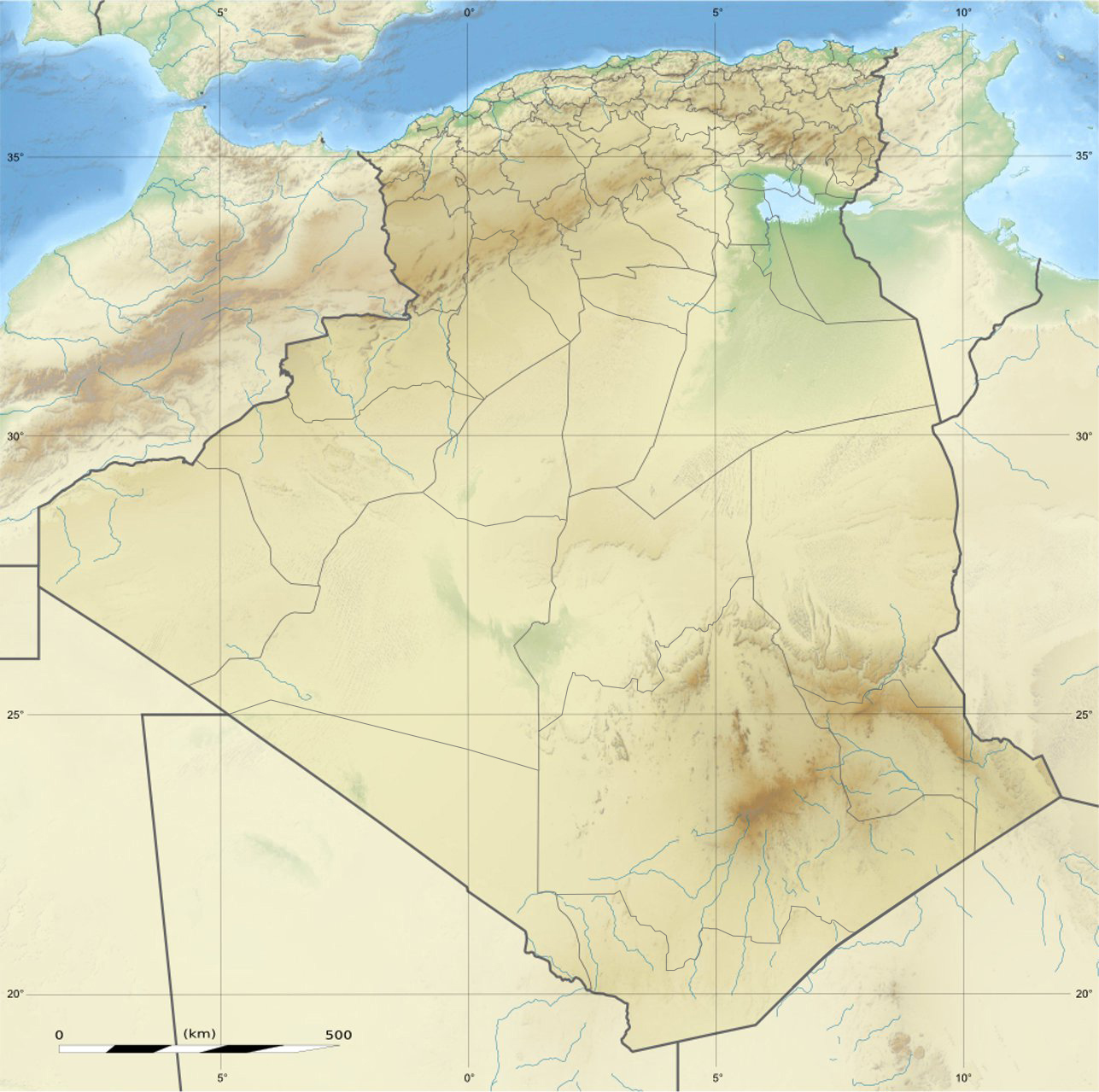
Карта Алжира.

Все реки Алжира представляют собой вади, заполняемые в сезон дождей. Реки крайнего севера страны впадают в Средиземное море, остальные — теряются в песках Сахары. Они используются для орошения и водоснабжения, для чего на них построены водохранилища и ГЭС. Крупнейшая река — Шелифф (700 км).
Список рек, протекающих по территории Алжира:
- Будуау
- Буселам
- Джеди
- Иссер
- Меджерда
- Мазафран
- Мина
- Рхиоу
- Рхумел
- Сейбус
- Тафина
- Шелифф